# Elecciones estatales de Jalisco de 2003
Las Elecciones estatales de Jalisco de 2003, tuvieron lugar el domingo 6 de julio de 2003, simultáneamente con las principales Elecciones legislativas y en ellas se renovaran los cargos de elección popular en Jalisco:
- 124 Ayuntamientos. Formados por un Presidente Municipal y regidores, electo para un período de tres años no reelegibles de manera consecutiva.
- 40 Diputados al Congreso del Estado. 20 electos por el principio de mayoría relativa en distritos uninominales y 20 electos por el principio de representación proporcional en una circunscripción plurinominal (que es el estado).

## Resultados Electorales

### Ayuntamientos de laZona Metropolitana de Guadalajara

#### Ayuntamiento de Guadalajara
- Emilio González Márquez  Hecho

#### Ayuntamiento de Zapopan
- Arturo Zamora Jiménez  Hecho

#### Ayuntamiento de San Juan de los Lagos
- Israel Gutiérrez Padilla  Hecho

#### Ayuntamiento de Tepatitlán
- Leonardo García Camarena  Hecho

#### Ayuntamiento de Ciudad Guzmán
- Humberto Álvarez González  Hecho

#### Ayuntamiento de Atotonilco el Alto
- Carlos Padilla Villarruel  Hecho

#### Ayuntamiento de Tlaquepaque
- Miguel Castro Reynoso  Hecho

#### Ayuntamiento de Jalostotitlán
- Salvador Razo Arias  Hecho

#### Ayuntamiento de Puerto Vallarta
- Gustavo González Villaseñor  Hecho

#### Ayuntamiento de Lagos de Moreno
- Saúl González Fuentes  Hecho